# Andreas Baltes
Andreas Baltes (* 19. Dezember 1930 in Hüttigweiler; † 31. Januar 2001 in Völklingen) war ein deutscher Pädagoge und Politiker (SPD).

## Leben
Nach dem Abitur nahm Baltes ein Studium der Volkswirtschaft auf, das er mit der Prüfung zum Diplom-Volkswirt sowie mit dem Examen für den höheren Schuldienst beendete. Er trat als Handelsstudienrat in den saarländischen Schuldienst ein und war von 1957 bis 1965 als Berufsschullehrer an kaufmännischen Schulen tätig. Anschließend wirkte er als Dozent für Wirtschaft und Politik an der Staatlichen Ingenieurschule in Saarbrücken.
Baltes rückte am 15. Dezember 1967 über die Landesliste Saarland für den verstorbenen Abgeordneten Rudolf Hussong in den Deutschen Bundestag nach, dem er bis 1969 angehörte.